# Naves (Nord)
Pour les articles homonymes, voir Naves.
Naves est une commune française située dans le département du Nord, en région Hauts-de-France.
Ses habitants sont appelés les Navois.

## Géographie

### Localisation
Le village de Naves est situé à 6,2 km de Cambrai, 22,8 km de Valenciennes, 25 km de Douai et 51 km de Lille, la capitale régionale, à vol d'oiseau.
| Thun-Saint-Martin | Iwuy       |                    |
| Thun-Saint-Martin | Naves      | Rieux-en-Cambrésis |
| Escaudœuvres      | Cagnoncles |                    |

### Hydrographie

#### Réseau hydrographique
La commune est située dans le bassin Artois-Picardie. Elle est drainée par l'Erclin, la Naves, le Croix Saint-Hubert, le Grand Riot,,.
L'Erclin, d'une longueur de 34 km, prend sa source dans la commune de Maurois et se jette  dans l'Escaut canalisée à Thun-Saint-Martin, après avoir traversé 16 communes.

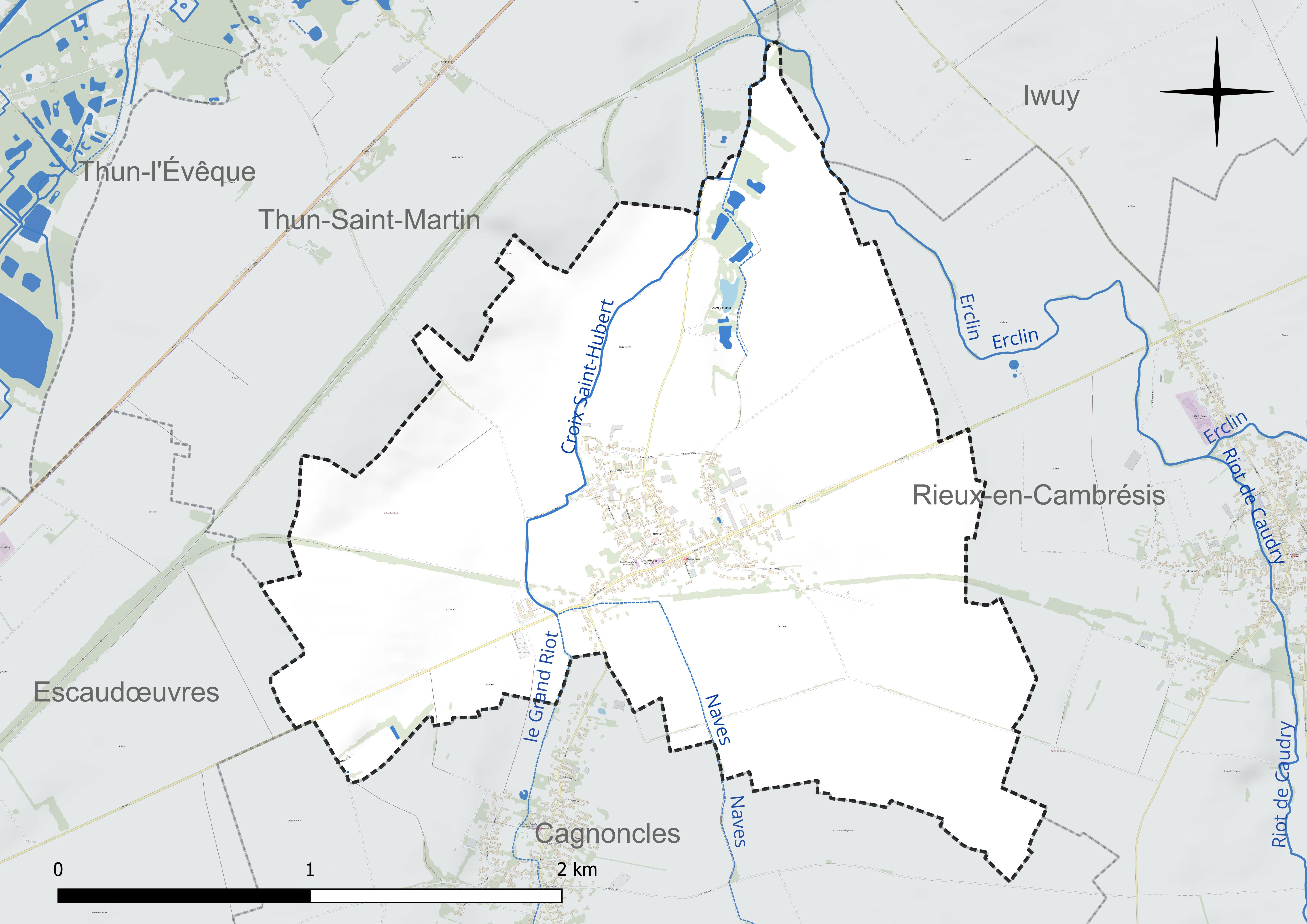
Réseau hydrographique de Naves.

#### Gestion et qualité des eaux
Le territoire communal est couvert par le schéma d'aménagement et de gestion des eaux (SAGE) « Escaut ». Ce document de planification concerne un territoire de 2 005 km2 de superficie, délimité par le bassin versant de l'Escaut. Le périmètre a été arrêté le 9 juin 2006 et le SAGE proprement dit a été approuvé le 13 juillet 2021. La structure porteuse de l'élaboration et de la mise en œuvre est le syndicat mixte Escaut et Affluents (SyMEA).
La qualité des cours d'eau peut être consultée sur un site dédié géré par les agences de l'eau et l'Agence française pour la biodiversité.

### Climat
Pour des articles plus généraux, voir Climat des Hauts-de-France et Climat du Nord.
En 2010, le climat de la commune est de type climat océanique dégradé des plaines du Centre et du Nord, selon une étude du CNRS s'appuyant sur une série de données couvrant la période 1971-2000. En 2020, Météo-France publie une typologie des climats de la France métropolitaine dans laquelle la commune est dans une zone de transition entre le climat océanique altéré et le climat océanique altéré et est dans la région climatique Nord-est du bassin Parisien, caractérisée par un ensoleillement médiocre, une pluviométrie moyenne régulièrement répartie au cours de l'année et un hiver froid (3 °C).
Pour la période 1971-2000, la température annuelle moyenne est de 10,5 °C, avec une amplitude thermique annuelle de 14,8 °C. Le cumul annuel moyen de précipitations est de 702 mm, avec 12 jours de précipitations en janvier et 9,2 jours en juillet. Pour la période 1991-2020, la température moyenne annuelle observée sur la station météorologique la plus proche, située sur la commune de Valenciennes à 23 km à vol d'oiseau, est de 11,0 °C et le cumul annuel moyen de précipitations est de 694,1 mm,. Pour l'avenir, les paramètres climatiques de la commune estimés pour 2050 selon différents scénarios d'émission de gaz à effet de serre sont consultables sur un site dédié publié par Météo-France en novembre 2022.

## Urbanisme

### Typologie
Au 1er janvier 2024, Naves est catégorisée bourg rural, selon la nouvelle grille communale de densité à sept niveaux définie par l'Insee en 2022.
Elle est située hors unité urbaine. Par ailleurs la commune fait partie de l'aire d'attraction de Cambrai, dont elle est une commune de la couronne,. Cette aire, qui regroupe 64 communes, est catégorisée dans les aires de 50 000 à moins de 200 000 habitants,.

### Occupation des sols
L'occupation des sols de la commune, telle qu'elle ressort de la base de données européenne d'occupation biophysique des sols Corine Land Cover (CLC), est marquée par l'importance des territoires agricoles (90,3 % en 2018), en diminution par rapport à 1990 (93 %). La répartition détaillée en 2018 est la suivante :
terres arables (90,3 %), zones urbanisées (9,7 %). L'évolution de l'occupation des sols de la commune et de ses infrastructures peut être observée sur les différentes représentations cartographiques du territoire : la carte de Cassini (XVIIIe siècle), la carte d'état-major (1820-1866) et les cartes ou photos aériennes de l'IGN pour la période actuelle (1950 à aujourd'hui).

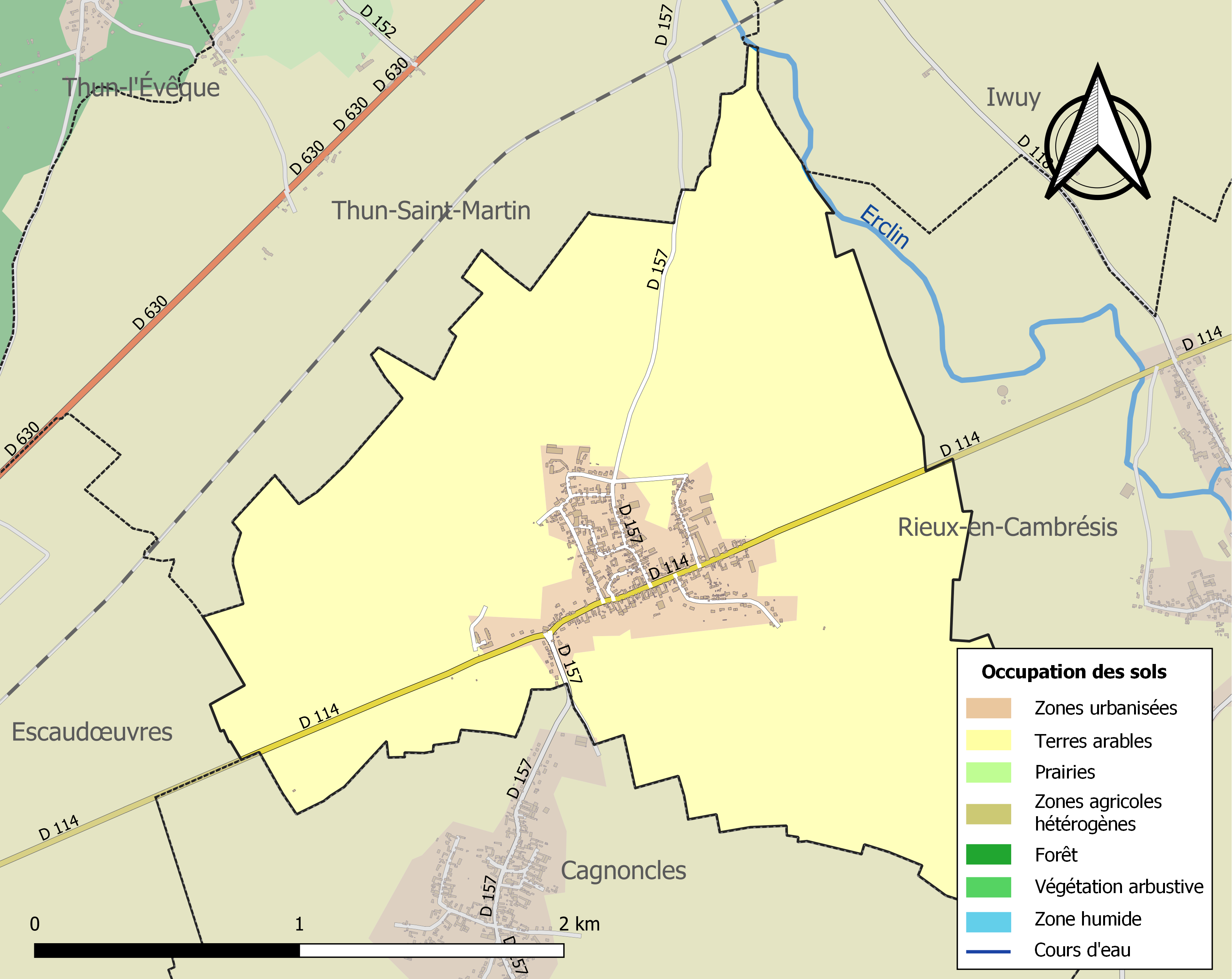
Carte des infrastructures et de l'occupation des sols de la commune en 2018 (CLC).

### Morphologie urbaine
Les lieux-dits du village sont : Les Pâturelles, La Blanche Voie, La Pointe, la Savatte, le Borrobeau, Les Folies, la Tour, Monchy, la Digue, les Boutriaux, Bos Macart, La Planche.
Dans les premières années du XXIe siècle, le village semble s'être totalement développé, de nouvelles maisons ont été construites, notamment rue Jacques-Duclos et sur la route qui sépare Naves de Cagnoncles. La majorité des trottoirs ont été refaits, des espaces fleuris ont été créés.
En 2007, l'église a été restaurée. En 2010, la restauration du clocher de l'église est terminée ainsi que la réfection de la rue du Square-des-Anciens-Combattants.

### Logement
En 2009, le nombre total de logements dans la commune était de 264, alors qu'il était de 244 en 1999.
Parmi ces logements, 92,8 % étaient des résidences principales, 0,4 % des résidences secondaires et 6,8 % des logements vacants. Ces logements étaient pour 100 % d'entre eux des maisons individuelles.
La proportion des résidences principales, propriétés de leurs occupants était de 83,1 %, en légère baisse par rapport à 1999 (83,7 %). La part de logements HLM loués vides (logements sociaux) était de 0 % comme en 1999.

### Voies de communication et transports
La commune de Naves est située sur la route départementale D 114 de Cambrai à Le Quesnoy, qui suit le tracé de l'ancienne voie romaine de Cambrai à Bavay, aussi connue sous le nom de « Chaussée Brunehaut ». La commune est également traversée par la route départementale D 157 qui relie la RN 30 au sud d'Iwuy à la D 960 au sud-est de Cambrai.
La gare la plus proche est celle de Cambrai.
La commune est desservie par le réseau de transports urbains de la Communauté d'agglomération de Cambrai appelé TUC (Transports Urbains du Cambrésis), par la ligne 10,.

## Toponymie
On trouve le lieu mentionné sous les noms de Navia au XIIe siècle, Naviæ en 1322, Nave en 1326.
Selon Boniface, les origines possibles du nom viennent du roman nave (« marais », « prairie marécageuse ») ; du bas-latin nava (« plaine nue, environnée de bois »), naveria (« lieu resserré dans un fleuve pour y prendre le poisson ») ou encore du celte nans qui signifie « vallon », « ravine », « torrent » ; des ruisseaux à Marquette-lez-Lille et à Seclin portent les noms de Navie, de Naviette. Ce nom pourrait donc signifier « petite rivière, vivier, plaine humide, pâturage ».

## Histoire
(octobre 2009).
Si vous disposez d'ouvrages ou d'articles de référence ou si vous connaissez des sites web de qualité traitant du thème abordé ici, merci de compléter l'article en donnant les références utiles à sa vérifiabilité et en les liant à la section « Notes et références ».

### Antiquité
Le territoire correspondant aujourd'hui au Cambrésis était à l'époque gallo-romaine la cité des Nerviens, dont la capitale fut Bavay, puis Cambrai.
L'empereur Auguste établit un poste romain en l'an 42 av. J.-C. sur la rive droite face de l'Escaut face à Cambrai[réf. nécessaire]. Bien plus, il construit une voie romaine entre Cambrai et Bavay[réf. nécessaire]. Le long de celle-ci sont établis des postes distants les uns des autres d'environ trois lieues romaines. C'est ainsi que s'est créé le poste de la Nave (Navia Nave : plaine sans arbres, en latin).
La voie romaine de Cambrai à Bavay ne traversait aucune agglomération. Pourtant, les Romains avaient l'habitude d'établir leurs routes sur le bord des agglomérations[réf. nécessaire].
On pense que Naves a commencé sur la hauteur des Paturelles, là où fut établi le poste romain au nord-est en face de la chapelle Notre-Dame de Hall. Il est peu probable que Naves ait commencé là où il est aujourd'hui car le centre actuel du village était alors marécageux et souvent inondé par le Riot de Carnières, lequel fut détourné en août 1878 pour construire la ligne de chemin de fer[réf. nécessaire].

### Moyen Âge
En l'an 1000, l'évêque de Cambrai est proclamé seigneur de Cambrai par Othon, empereur du Saint-Empire romain germanique, à la condition qu'il se charge des églises, des écoles et des pauvres. L'église Notre-Dame devient propriétaire des biens impériaux[réf. nécessaire].
Philippe Auguste, roi de France, n'a aucune autorité sur le Cambrésis. Il fixe la loi sur les baillis qui est un salarié qui rend justice et perçoit les revenus au nom du roi et seigneur.
Les mairies ou mayeurs étaient nommés par le roi ou seigneur et recrutés dans les familles les plus notables. Les charges et les mairies s'achètent. Certaines abbayes achètent les mairies. Les conseillers du mayeur étaient des échevins et les délibérations du conseil municipal appelées actes d'échevinages.
Gui céda en apanage la châtellenie[Quoi ?], ainsi qu'Arleux et Crèvecœur, à son fils Guillaume.

#### Les seigneurs de Naves sous le règne de Louis VI le Gros
[réf. nécessaire]
- 1120 - Armand de Naves ;
- 1179 - Gérard de Saint-Aubert puis Geoffroi de Bouchain ;
- 1164 - Baudoin, comte de Hainaut ;
- 1179 - Simon de Naves ;
- 1242 - Sarah de Naves.

Mais le dauphin n'a guère le désir d'habiter le nord de la France, aussi délègue-t-il sa charge à Étienne de Valois. Ce dernier, originaire du Dauphiné, seigneur et châtelain de Cambrai, s'installe à Naves. Le roi de France le fournit en soldats pour tenir la garnison à Cambrai et aux environs, ce qui lui permet de repousser les tentatives d'invasions d'Édouard III.
Mais en 1340, des troupes flamandes ralliées à la cause d'Édouard III occupent le Cambrésis, c'est ainsi qu'à la suite du siège de Thun-l'Évêque plus de 12 000 hommes périrent aux environs de Naves et de Tilloy. Tous les villages environnants furent détruits, les populations massacrées. L'expression « tu reviens de Naves ou tu reviens de la Nerve >> serait née de ce massacre. Les gens de Naves qui avaient réussi à s'enfuir avaient l'air hébétés en arrivant à Cambrai[réf. nécessaire].
Marie de Valois, fille d'Étienne de Valois, succède à son père comme seigneur de Naves. Elle épouse Mathieu de Canteleu, lui-même seigneur de Walincourt. Lui succède Jean de Canteleu. Celui-ci épouse Alice de Rincheval. Ensuite succède leur fille Jeanne de Canteleu de Rincheval. Elle épouse Jean de Villers. Elle a deux fils Adrien et Roland. Roland de Villers a un fils, Claude, et une fille, Anne de Villers de Canteleu. En 1439, le Cambrésis est sous la tutelle des comtes de Hainaut et de Flandres. Le comté de Cambrai est cédé à Philippe le Bon (père de Charles le Téméraire) comte de Flandres par Charles VII[réf. nécessaire].
Les ducs de Bourgogne (dont fait partie Charles le Téméraire) sont les vrais maîtres des Pays-Bas.Le duc de Bourgogne est le seigneur dominant, comme comte de Hainaut, il vient en aide à Naves pour la construction de son clocher en 1477. Des grès posés sur la base du clocher, à droite, méritent l'attention : ils portent la singulière inscription qui représenterait le monogramme des ducs de Bourgogne (deux briquets avec la pierre à feu de forme B comme Bourgogne et la croix de Saint André au centre, le patron de la Bourgogne).
En 1477, Marie de Bourgogne, en épousant Maximilien d'Autriche, fait passer ces cinq États[Quoi ?] (Bourgogne, Hollande…) dans la maison d'Autriche. Le traité de Nimègue en 1678 rattache le pays au royaume de France. À cette époque, Naves est administré par les seigneurs fonciers, l'archevêque de Cambrai, l'abbaye de Saint-Aubert qui touche une partie des revenus de la paroisse de Naves.

### Époque moderne
En 1526, Robert Blocquel était bailli de la mairie de Naves[Quoi ?] et l'abbaye de Saint-Aubert. En 1545, Pierre de Saint-Waast était bailli à Naves.
En 1569, Charles IX confisque le comté et le rend à l'évêque. Roland de Villers succède à son beau-père Pierre de Berry, époux d'Anne de Villers, comme seigneur de Naves, son successeur sera Jacques de Berry, son fils. En 1580, le duc de Parme Alexandre Farnèse s'établit autour de Cambrai[Quoi ?] et construit un fort sur les hauteurs de Naves. Autres forts existants : Escaudœuvres, Marcoing, Crèvecœur, Vaucelles[réf. nécessaire].

### Les métiers d'autrefois à Naves auXXesiècle
Comme tous les villages, Naves avait de nombreux métiers d'artisans (des maçons aux charpentiers, ainsi que les couvreurs) et de ceux qui contribuent à entretenir les mobiliers (des menuisiers aux rempailleurs de chaises), les tailleurs, les artisans du vêtement et des petites mains, draps, mouchoirs, étoffes, lingeries fines.
Il y avait beaucoup de commerces locaux vers le XXe siècle : brasseurs, cafés-tabacs, commerces alimentaires, magasins locaux, services tertiaires tels que gendarmerie, poste, coiffeur et mairie; forgerons et maréchaux-ferrants, charrons, « fermes » (pour les fabriques de beurre et de fromages) dont 45 censes à Naves qui cultivaient la terre, et artisans réparateurs (vélos, machines à coudre et autres), et un apiculteur. Les ouvriers travaillaient à Usinor-Denain, dans la métallurgie.
Avant la première guerre, il y avait dans le village, vingt-six cabarets ; en 1927, il n'en restait plus que quatorze. À l'heure actuelle, il n'existe plus qu'un seul café qui appartient depuis quatre, voire cinq générations, à la famille Lemaire Lefebvre.

### La gare auXXesiècle
La gare du petit Cambrésis se trouvait à la sortie de Naves. Partant vers Cambrai, la gare, par elle-même, se trouvait sur le côté impair de la chaussée Brunehaut. La ligne de chemin de fer arrivait de Rieux-en-Cambrésis, sur le champ les Dix-les vingt rattrapant les champs ; de Bomacart à la digue de Cagnoncles et qui se rattrapait sur le champ de Chambeau, pour partir vers Escaudœuvres et rejoindre Cambrai.

## Politique et administration

### Administration municipale
La population de la commune étant comprise entre 500 habitants et 1 500 habitants, le nombre de conseillers municipaux est de quinze.

### Liste des Maires
Maire de 1802 à 1807 : François Bricout,.
| Période                                  | Période                       | Identité           | Étiquette | Qualité                        |
| ---------------------------------------- | ----------------------------- | ------------------ | --------- | ------------------------------ |
| Les données manquantes sont à compléter. |                               |                    |           |                                |
| 1820 ?                                   |                               | Désiré Soyez       |           |                                |
| 1989                                     | En cours (au 10 juillet 2020) | Jean-Pierre Dhorme | DVD       | Réélu pour le mandat 2020-2026 |

### Tendances politiques et résultats
Au premier tour de l'élection présidentielle de 2012, les quatre candidats arrivés en tête à Naves sont François Hollande (PS, 31,60 %), Nicolas Sarkozy (UMP, 23,82 %), Marine Le Pen (FN, 18,87 %), et Jean-Luc Mélenchon (Front de gauche, 10,38 %) avec un taux de participation de 84,11 %. Au deuxième tour François Hollande arrive en tête avec 52,21 % des voix, pour un taux de participation de 82,95 %.
Au deuxième tour des élections régionales de 2010, 54,01 % des suffrages exprimés sont allés à la liste conduite par Daniel Percheron (PS), 25,55 % à celle de Valérie Létard (UMP), et 20,44 % à la liste FN de Marine Le Pen, pour un taux de participation de 55,81 %.
Aux élections européennes de 2009, les deux meilleurs scores à Naves étaient ceux de la liste du Parti socialiste conduite par Gilles Pargneaux, qui a obtenu 45 suffrages soit 21,03 % des suffrages exprimés (département du Nord 19,55 %), et de la liste de la majorité présidentielle conduite par Dominique Riquet, qui a obtenu 28 suffrages soit 13,08 % des suffrages exprimés (département du Nord 24,57 %) pour un taux de participation de 44,23 %.
Au deuxième tour de l'élection présidentielle de 2007, 51,59 % des électeurs ont voté pour Nicolas Sarkozy (L R), et 48,41 % pour Ségolène Royal (PS), avec un taux de participation de 93,28 %.
Au deuxième tour des élections législatives de 2007, 50,29 % des électeurs de Naves ont voté pour François-Xavier Villain (L R) (57,45 % dans la 18e circonscription du Nord), 49,71 % pour Brigitte Douay (PS) (42,55 % dans la circonscription), avec un taux de participation de 70,61 % à Naves et de 60,08 % dans la circonscription.

### Instances judiciaires et administratives
La commune de Naves est dans le ressort de la cour d'appel de Douai, du tribunal d'instance, du tribunal de grande instance, du tribunal pour enfants et du conseil de prud'hommes de Cambrai, du tribunal de commerce et de la cour administrative d'appel de Lille.

### Politique environnementale
La protection et la mise en valeur de l'environnement font partie des compétences optionnelles de la communauté d'agglomération de Cambrai à laquelle appartient Naves.

### Jumelages
Au 1er avril 2013, Naves n'est jumelée avec aucune autre commune.

## Population et société

### Démographie

#### Évolution démographique
L'évolution du nombre d'habitants est connue à travers les recensements de la population effectués dans la commune depuis 1793. Pour les communes de moins de 10 000 habitants, une enquête de recensement portant sur toute la population est réalisée tous les cinq ans, les populations de référence des années intermédiaires étant quant à elles estimées par interpolation ou extrapolation. Pour la commune, le premier recensement exhaustif entrant dans le cadre du nouveau dispositif a été réalisé en 2005.

En 2022, la commune comptait 623 habitants, en évolution de −2,2 % par rapport à 2016 (Nord : +0,51 %, France hors Mayotte : +2,11 %).
| 1793 | 1800 | 1806 | 1821 | 1831 | 1836 | 1841  | 1846 | 1851 |
| ---- | ---- | ---- | ---- | ---- | ---- | ----- | ---- | ---- |
| 800  | 830  | 914  | 385  | 972  | 989  | 1 000 | 981  | 814  |

| 1856 | 1861 | 1866 | 1872 | 1876 | 1881 | 1886 | 1891 | 1896 |
| ---- | ---- | ---- | ---- | ---- | ---- | ---- | ---- | ---- |
| 858  | 876  | 907  | 891  | 901  | 868  | 897  | 814  | 742  |

| 1901 | 1906 | 1911 | 1921 | 1926 | 1931 | 1936 | 1946 | 1954 |
| ---- | ---- | ---- | ---- | ---- | ---- | ---- | ---- | ---- |
| 767  | 792  | 729  | 644  | 621  | 634  | 588  | 588  | 599  |

| 1962 | 1968 | 1975 | 1982 | 1990 | 1999 | 2005 | 2006 | 2010 |
| ---- | ---- | ---- | ---- | ---- | ---- | ---- | ---- | ---- |
| 626  | 657  | 605  | 607  | 639  | 627  | 618  | 618  | 605  |

| 2015 | 2020 | 2022 | - | - | - | - | - | - |
| ---- | ---- | ---- | - | - | - | - | - | - |
| 632  | 627  | 623  | - | - | - | - | - | - |

#### Pyramide des âges
La population de la commune est relativement jeune.
En 2018, le taux de personnes d'un âge inférieur à 30 ans s'élève à 33,4 %, soit en dessous de la moyenne départementale (39,5 %). À l'inverse, le taux de personnes d'âge supérieur à 60 ans est de 24,0 % la même année, alors qu'il est de 22,5 % au niveau départemental.
En 2018, la commune comptait 323 hommes pour 310 femmes, soit un taux de 51,03 % d'hommes, largement supérieur au taux départemental (48,23 %).
Les pyramides des âges de la commune et du département s'établissent comme suit.
| Hommes | Classe d’âge | Femmes |
| ------ | ------------ | ------ |
| 0,0    | 90 ou +      | 1,3    |
| 5,0    | 75-89 ans    | 8,5    |
| 15,0   | 60-74 ans    | 18,6   |
| 23,4   | 45-59 ans    | 20,8   |
| 18,8   | 30-44 ans    | 22,1   |
| 14,1   | 15-29 ans    | 9,8    |
| 23,8   | 0-14 ans     | 18,9   |

| Hommes | Classe d’âge | Femmes |
| ------ | ------------ | ------ |
| 0,5    | 90 ou +      | 1,4    |
| 5,3    | 75-89 ans    | 8,1    |
| 14,8   | 60-74 ans    | 16,2   |
| 19,1   | 45-59 ans    | 18,4   |
| 19,5   | 30-44 ans    | 18,7   |
| 20,7   | 15-29 ans    | 19,1   |
| 20,2   | 0-14 ans     | 18     |

### Enseignement

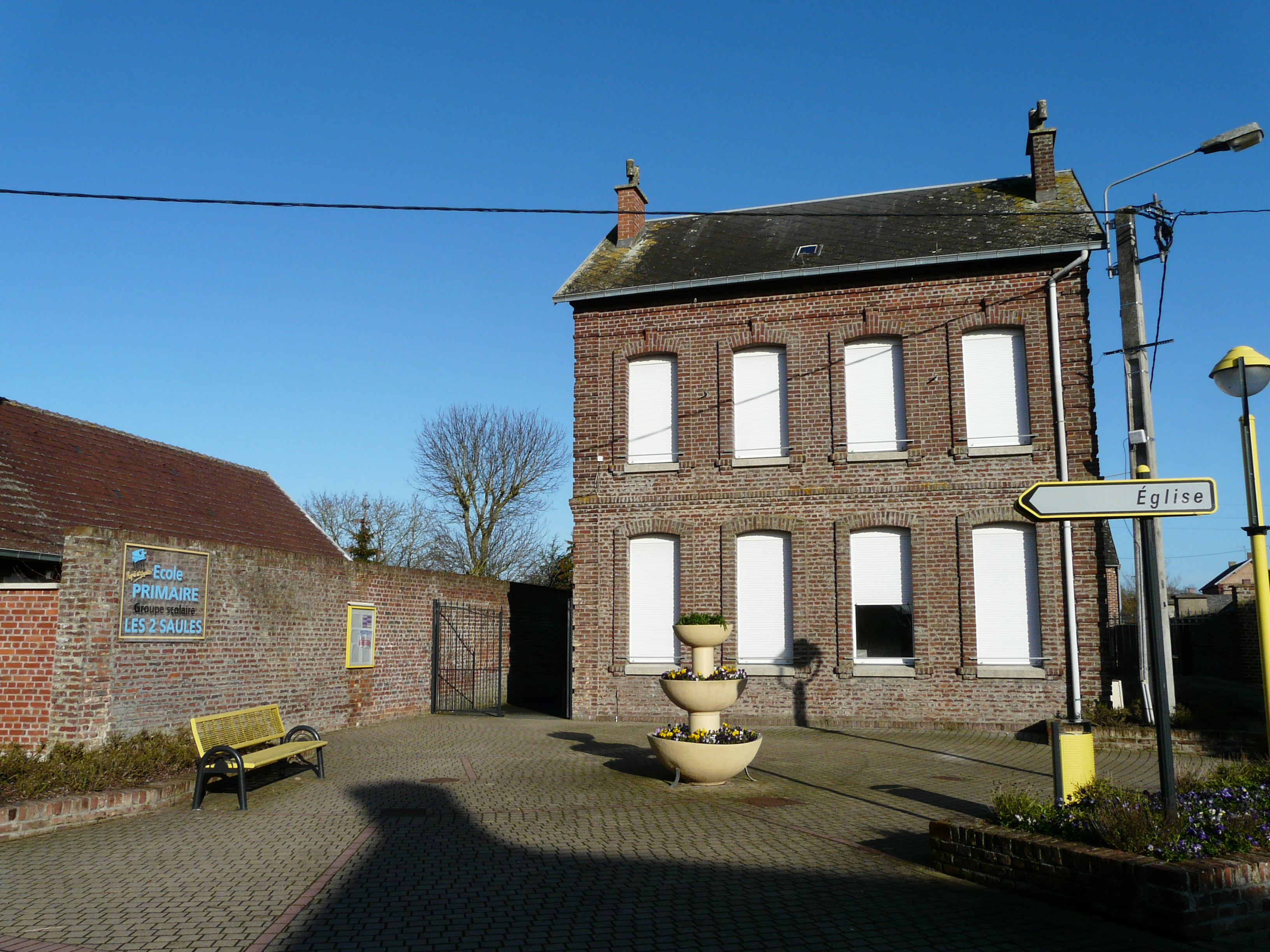
Le groupe scolaire des Deux Saules

Naves appartient à l'académie de Lille. La commune gère l'école maternelle et élémentaire des Deux Saules.
En 1867 est créée une école de filles à l'angle de la rue d'Aloeil et de la Chaussée Brunehaut. En 1878, le maire de l'époque, Hippolyte Lemaire, crée une école de garçons à l'emplacement de la mairie actuelle (aujourd'hui appelée « La Salle des Associations ») : une plaque y sera apposée. Enfin en 1963 est créée l'école maternelle. En 2012 l'école est rénovée et est appelée « Groupe Scolaire des Deux Saules ». L'établissement aura une nouvelle garderie péri-scolaire pour mieux accueillir les nouveaux élèves dans des conditions d'hygiène beaucoup plus favorables.

### Sports
Les intervenants du Hockey Club d'Escaudœuvres viennent pour les jeunes recrues à la salle de sport « La Grange » à Naves selon la disponibilité des associations. Les intervenants assurent jusqu'à fin juin pour les cours privés, durant l'année scolaire et pour les faire évoluer dans un but régional.
Une fois par semaine, un intervenant du judo ju-jitsu d'Escaudœuvres ou de Cambrai accompagne les jeunes judokas pour évoluer dans le milieu sportif régional.

### Culte
Les Navois disposent de deux lieux de culte catholique, l'église de la Conversion-de-Saint-Paul et la chapelle Notre-Dame-de-Hal, rattachées à la paroisse Saint-Joseph-en-Cambrésis du diocèse de Cambrai.

## Économie

### Revenus de la population et fiscalité
En 2011, le revenu fiscal médian par ménage était de 35 311 €, ce qui plaçait Naves au 7 384e rang parmi les 31 886 communes de plus de 49 ménages en métropole.

### Emploi
Naves se trouve dans le bassin d'emploi du Cambrésis. L'agence Pôle Gare emploi pour la recherche d'emploi la plus proche est localisée à Cambrai.
En 2009, la population âgée de 15 à 64 ans s'élevait à 391 personnes, parmi lesquelles on comptait 75,8 % d'actifs dont 66,0 % ayant un emploi et 9,8 % de chômeurs.
On comptait 99 emplois dans la zone d'emploi, contre 98 en 1999. Le nombre d'actifs ayant un emploi résidant dans la zone d'emploi étant de 259, l'indicateur de concentration d'emploi est de 38,2 %, ce qui signifie que la zone d'emploi offre un peu plus d'un emploi pour trois à   quatre habitants actifs.

### Entreprises et commerces
Au 31 décembre 2010, Naves comptait 46 établissements : 13 dans l'agriculture-sylviculture-pêche, 3 dans l'industrie, 5 dans la construction, 22 dans le commerce-transports-services divers et 3 étaient relatifs au secteur administratif.
En 2011, 2 entreprises ont été créées à Naves, dont 1 dans le secteur de la construction et 1 dans le secteur des commerces-transports et services divers.

## Culture locale et patrimoine

### Lieux et monuments

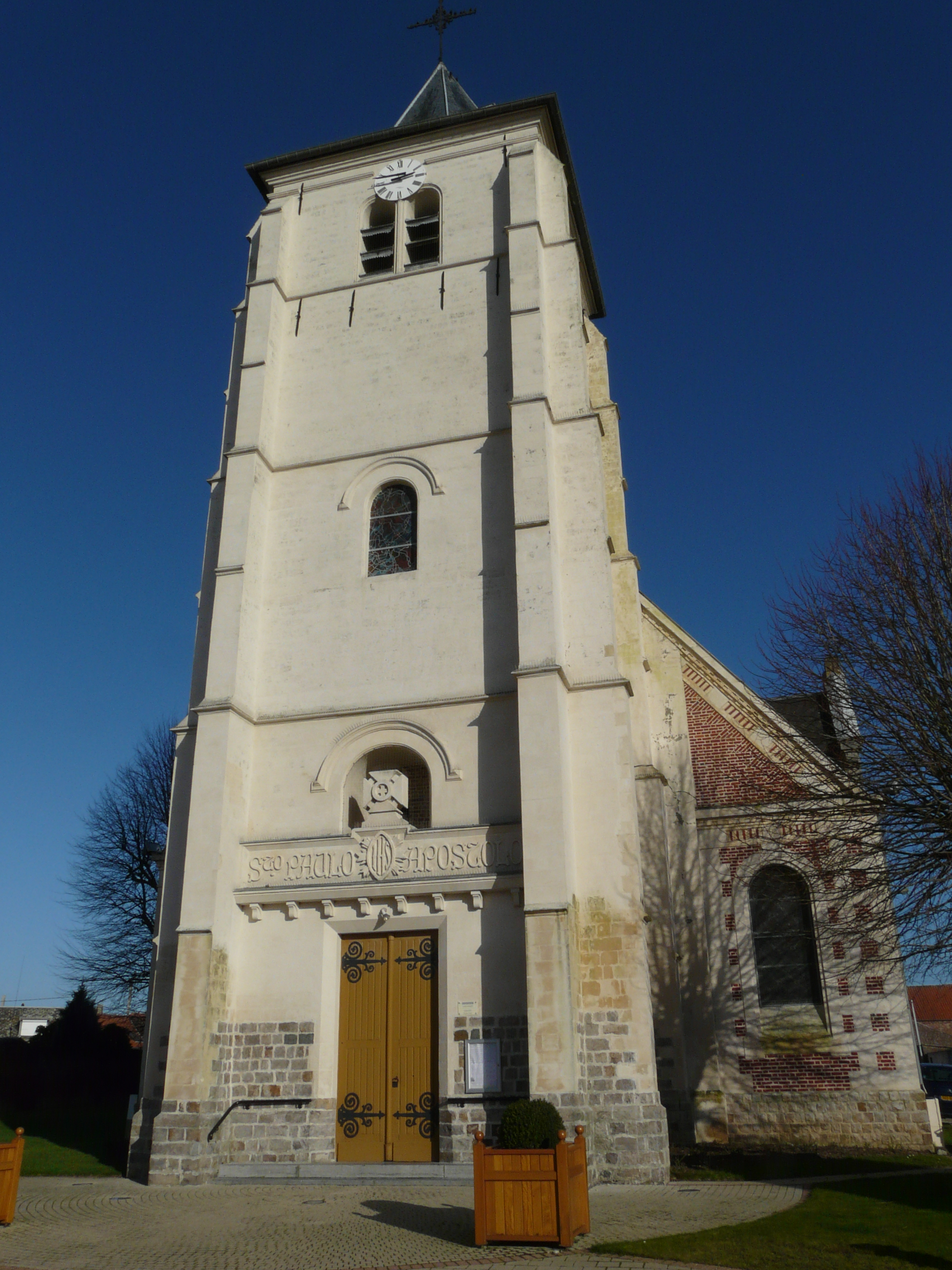
L'église

- L'église de la Conversion-de-Saint-Paul : Naves n'eut d'abord qu'une simple chapelle dépendant de Cagnoncles, puis fut érigée en paroisse. La dîme de Naves appartenait au chapitre de Saint-Géry de Cambrai, lequel fut contraint[Quand ?] par le parlement[Lequel ?] à rebâtir le chœur de l'église en ruine[réf. nécessaire]. Le clocher-porche datant de 1757 est l'élément le plus ancien de l'église actuelle. La nef et le chœur furent reconstruits après la Première Guerre mondiale, en 1925. L'influence du style Art déco est perceptible dans la décoration intérieure[45].
- La chapelle Notre-Dame-de-Hal est située sur la départementale 114, en partant vers Cambrai.
- Le Naves Communal Cemetery Extension est une extension du cimetière communal gérée par la Commonwealth War Graves Commission.

### Patrimoine culturel
Sur le plan culturel, une bibliothèque se situe derrière la mairie. Elle a été rénovée, il y a quelques années[Quand ?], afin d'améliorer et séparer les deux bâtiments, qui sont bien distincts. Les enfants des écoles, Les Deux Saules, y vont régulièrement afin de parfaire leur éducation générale et littéraire.

### Héraldique
|  | Les armes de Naves se blasonnent ainsi : « De gueules à la bande d'argent ». Il s'agit du blason de la famille de Montenac qui possédait la terre de Naves au XIVe siècle. |

## Pour approfondir